# Жоел де Олівейра Монтейро
Жоел де Олівейра Монтейро (порт. Joël de Oliveira Monteiro, нар. 1 травня 1904, Ріо-де-Жанейро, Бразилія — пом. 6 квітня 1990, там само) — бразильський футболіст, що грав на позиції воротаря за клуб «Америка» з Ріо-де-Жанейро, а також національну збірну Бразилії.
Переможець Ліги Каріока. 

## Клубна кар'єра
У дорослому футболі дебютував 1927 року виступами за команду клубу «Америка», кольори якої і захищав протягом усієї своєї кар'єри гравця, що тривала шість років. 
Помер 6 квітня 1990 року на 86-му році життя у місті Ріо-де-Жанейро.

## Виступи за збірну
1930 року дебютував в офіційних матчах у складі національної збірної Бразилії. Протягом року провів у національній команді 3 матчі, пропустивши 6 голів.
У складі збірної був учасником чемпіонату світу 1930 року в Уругваї, взявши участь в матчі з Югославією (1:2), а гру з Болівією (4:0) пропустив.

## Титули і досягнення
- Переможець Ліги Каріока (1):

«Америка»: 1928